# Figli della carità (canossiani)

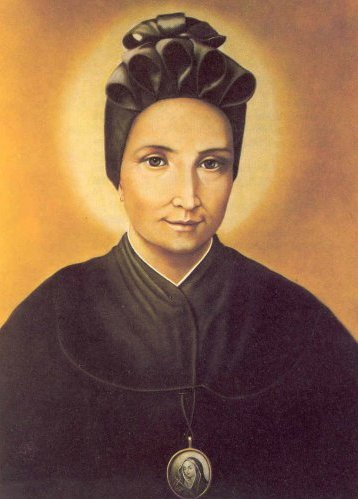
Maddalena di Canossa

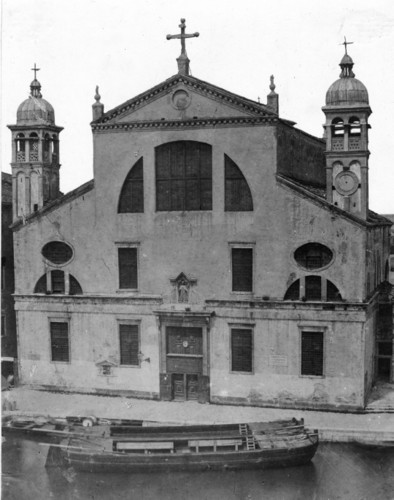
La chiesa veneziana di Santa Lucia prima della distruzione

I Figli della carità (in latino Congregatio Filiorum a Caritate) sono un istituto religioso maschile di diritto pontificio: i membri di questa congregazione, detti comunemente Canossiani, pospongono al loro nome la sigla F.d.C.C.

## Storia
Le origini di questa congregazione risalgono all'oratorio maschile istituito da Maddalena di Canossa (1774-1835) presso la "casa di carità" annessa alla chiesa di Santa Lucia a Venezia, accanto al convento delle Figlie della Carità: l'opera, finalizzata all'educazione dei fanciulli poveri, venne affidata dalla Canossa al sacerdote Francesco Luzzo, divenuto poi frate carmelitano scalzo.
Alla morte della fondatrice la congregazione maschile, diversamente dal ramo femminile, era scarsamente organizzata e aveva avuto uno sviluppo assai limitato; sopravvisse soprattutto grazie al sostegno dei patriarchi di Venezia.
Nel 1844 la chiesa di Santa Lucia venne abbattuta per far posto alla nuova stazione ferroviaria e la comunità dei sacerdoti si separò dalle suore per trasferirsi presso l'ex convento francescano di San Giobbe. I canossiani presero l'abito religioso il 29 aprile 1860 per volere del patriarca Angelo Ramazzotti e nel 1897 ebbero la loro prima regola a opera del patriarca Giuseppe Melchiorre Sarto (divenuto, in seguito, pontefice col nome di Pio X).
La congregazione conobbe un notevole sviluppo tra il 1923 e il 1927, quando vennero aperte le prime filiali. I canossiani ricevettero il pontificio decreto di lode nel 1949 e l'approvazione definitiva dalla Santa Sede il 19 gennaio 1960.

## Attività e diffusione
I canossiani si dedicano alla catechesi, all'educazione e all'istruzione della gioventù in scuole, oratori, collegi, orfanotrofi e istituti professionali; sono attivi anche in campo missionario.
Oltre che in Italia, i canossiani sono presenti in Brasile, Filippine, Kenya, India, Tanzania e Timor Est; il moderatore supremo, che porta il titolo di preposito generale, risiede a Verona.
Alla fine del 2008 la congregazione contava 35 case con 153 religiosi, 114 dei quali presbiteri.
L'attuale Superiore è Padre Carlo Bittante, eletto il 28 aprile 2018.